# Brassica fruticulosa
Brassica fruticulosa är en korsblommig växtart som beskrevs av Domenico Maria Leone Cirillo. Brassica fruticulosa ingår i släktet kålsläktet, och familjen korsblommiga växter.

## Underarter
Arten delas in i följande underarter:
- B. f. cossoniana
- B. f. fruticulosa
- B. f. glaberrima
- B. f. mauritanica
- B. f. numidica
- B. f. pomeliana
- B. f. radicata
- B. f. rifana

## Bildgalleri

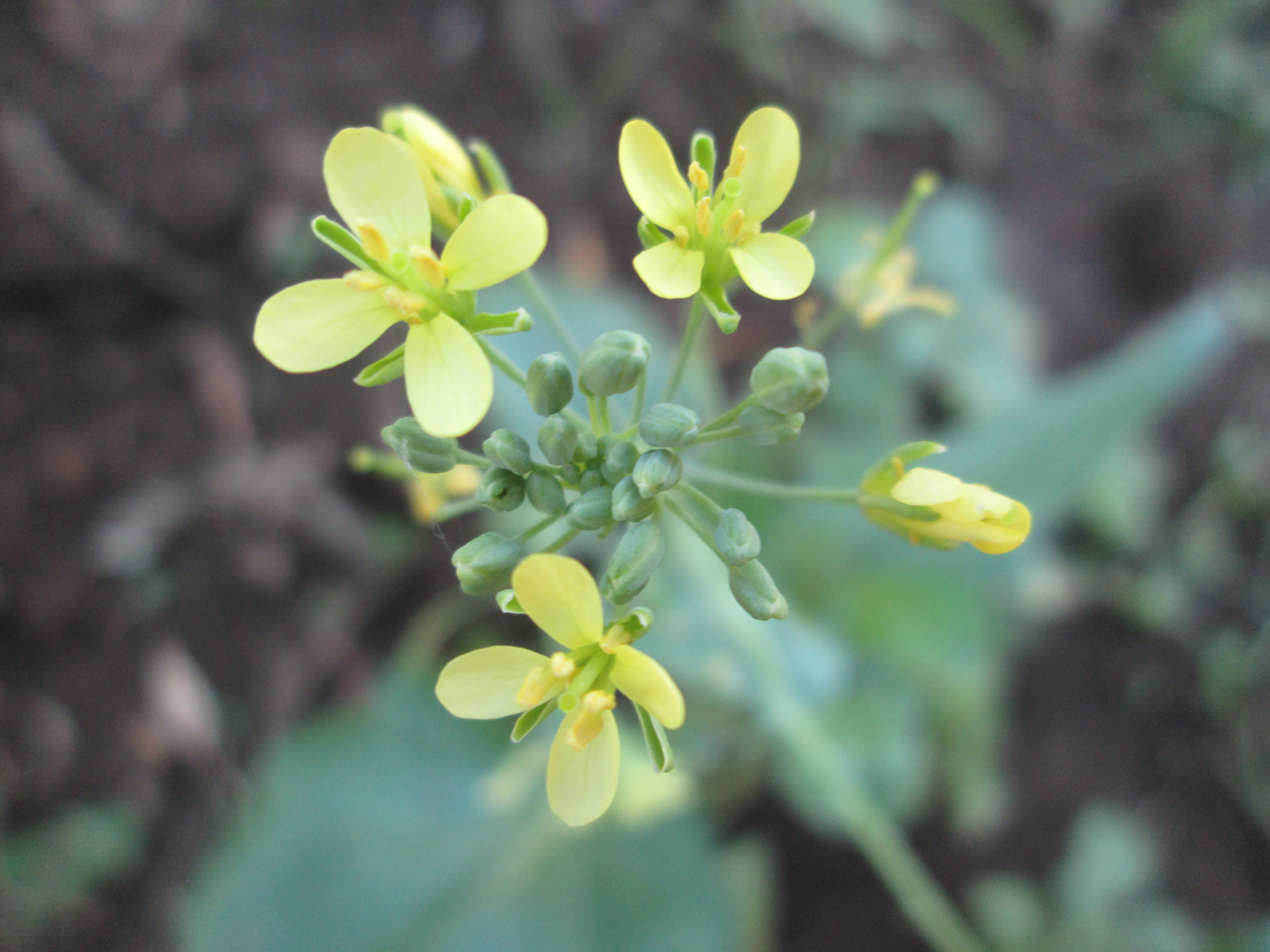
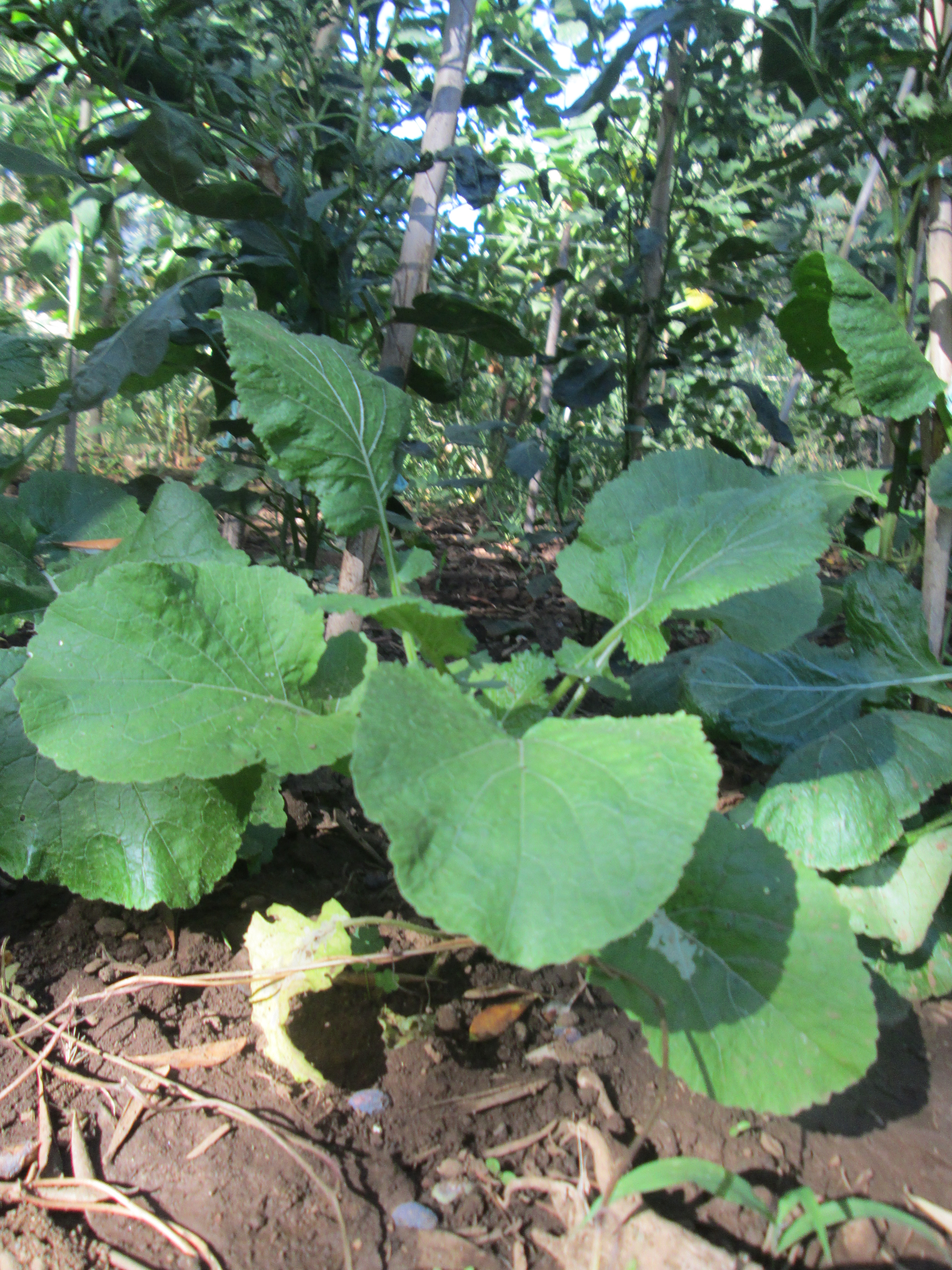
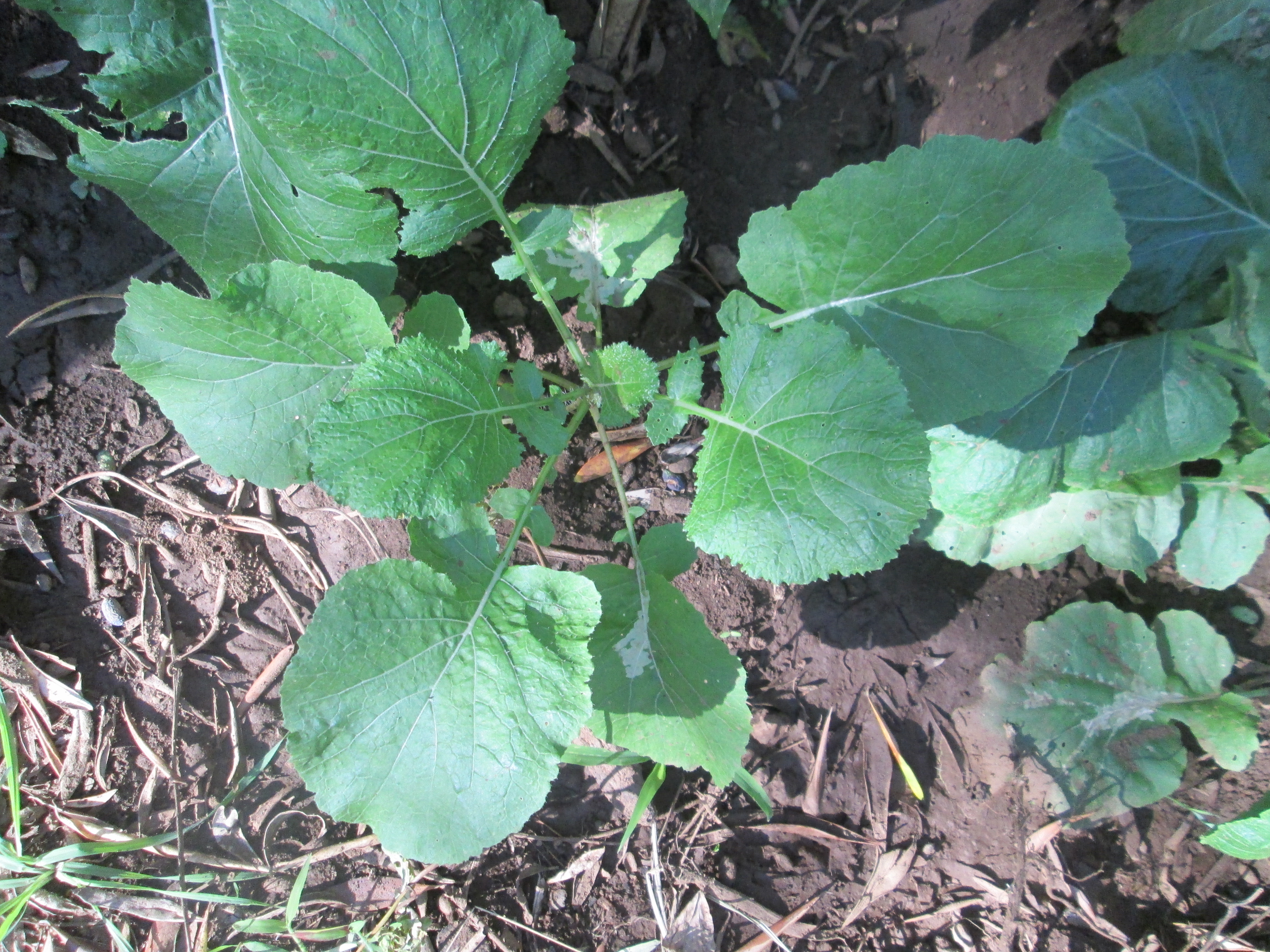
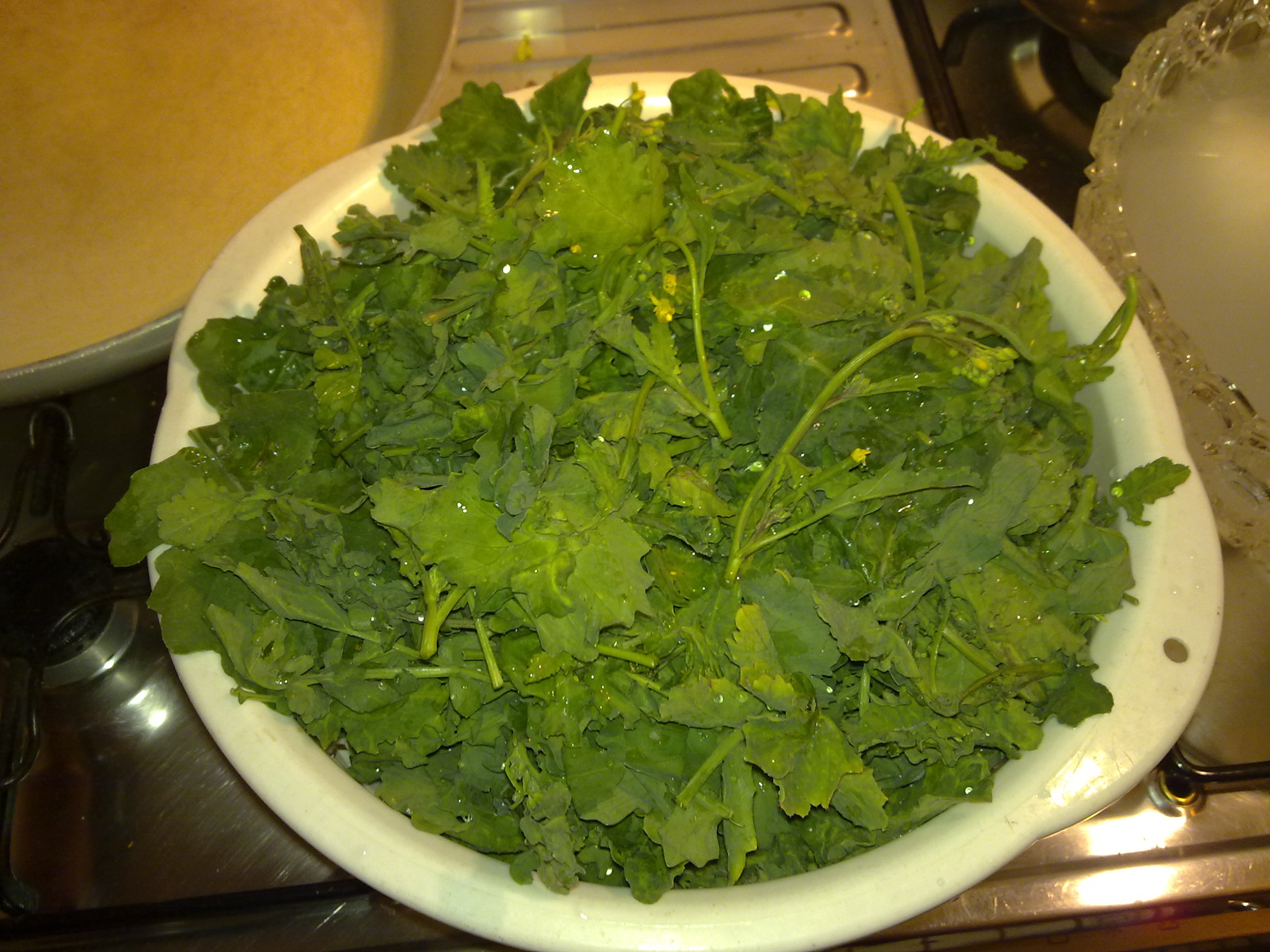